# Battle vs. Chess
Battle vs. Chess è un videogioco di scacchi sviluppato dalla Targem Games e dalla Zuxxez Entertainment e pubblicato dalla TopWare Interactive. È uscito il 17 maggio 2011 per PC (Windows, Mac e Linux), PlayStation 3, Xbox 360 e Wii. La versione statunitense inizialmente non poté essere pubblicata a causa di un'azione legale da parte della Interplay Entertainment per violazione di copyright, viste le sue somiglianze con il gioco della Interplay Battle Chess. Il caso è stato dibattuto in tribunale nell'estate del 2012, concludendosi con un cambio di titolo del gioco per il mercato statunitense. Il titolo sarebbe dovuto uscire anche per le piattaforme di gioco portatili PlayStation Portable e Nintendo DS ma venne cancellato a fine ciclo di sviluppo.